# Lorenz Lorenz-Meyer

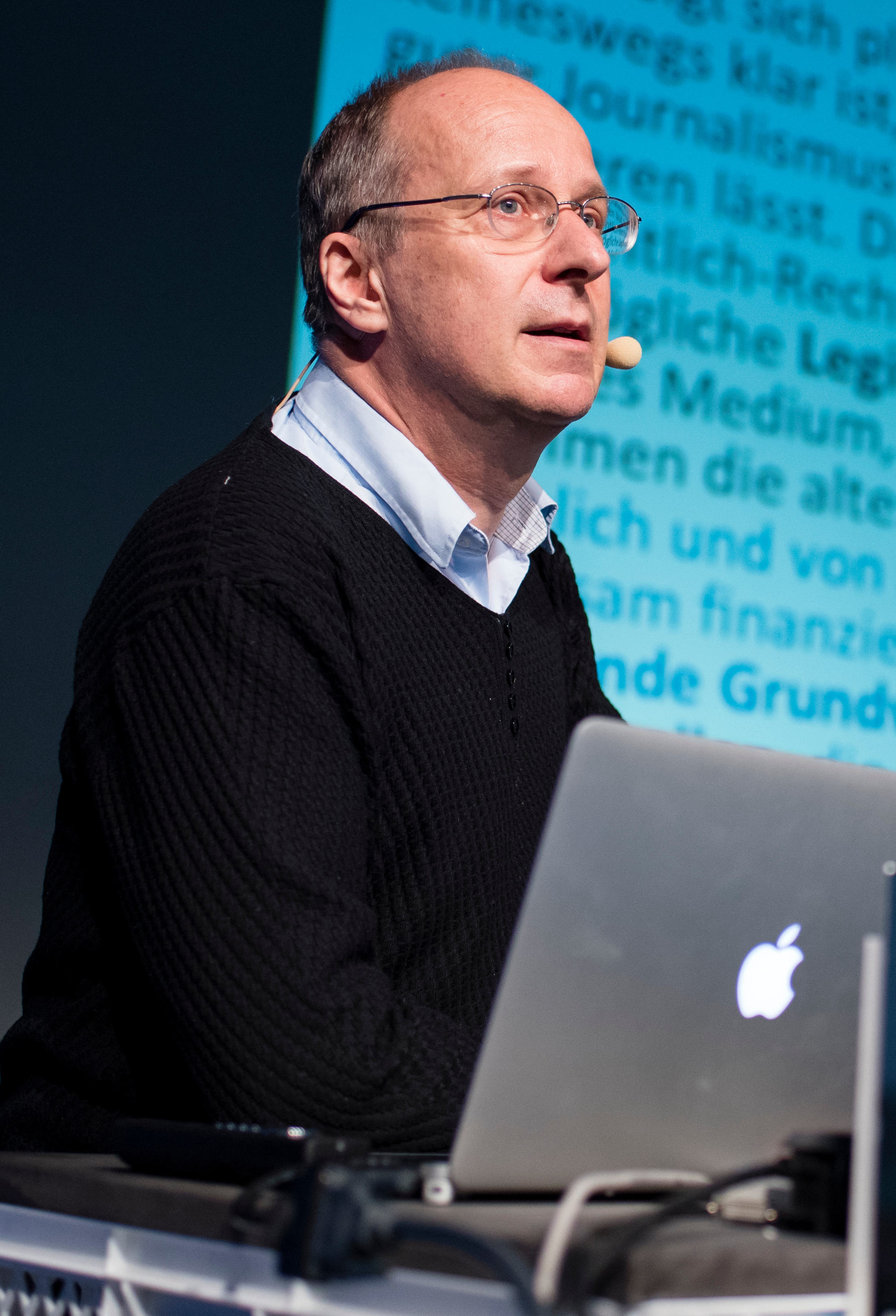
Lorenz Lorenz-Meyer (2016)

Lorenz Lorenz-Meyer (* 20. August 1956) ist ein deutscher Online-Journalist und Hochschullehrer.

## Leben
Nach einem Studium der Philosophie, Informatik, Sinologie und Germanistik wurde er an der Universität Hamburg im Bereich Kognitionswissenschaft promoviert.
Im Anschluss daran war er ab 1995 als Journalist für verschiedene Online-Medien tätig, darunter als Redakteur für Spiegel Online und als Redaktionsleiter des Internet-Auftritts der Zeit.
Seit 2004 ist er an der Hochschule Darmstadt als Professor im Studiengang Online-Journalismus (Fachbereich Media) tätig.

## Schriften
- Dinge im Sinn. Über gedanklichen Sachbezug (= Geist, Erkenntnis, Kommunikation). Schöningh, Paderborn u. a. 1998, ISBN 978-3-506-73237-8 (Zugl.: Hamburg, Univ., Diss., 1998).
- Digitaler Journalismus (= UTB Medien- und Kommunikationswissenschaft. Nr. 6232). UTB; Transcript, Bielefeld 2024, ISBN 978-3-8252-6232-7.